# E283 (Ecuador)
De E283 of Vía Colectora Guayllabamba-Santa Rosa de Cusubamba (Verzamelweg Guayllabamba-Santa Rosa de Cusubamba) is een secundaire nationale weg in Ecuador. De weg loopt van Guayllabamba naar Santa Rosa de Cusubamba en is 6 kilometer lang.